# Eckhard Dagge
Eckhard Dagge (* 27. Februar 1948 in Probsteierhagen; † 4. April 2006 in Hamburg) war ein deutscher Profi-Boxer im Halbmittelgewicht und Boxtrainer. Er war 1976/77 zweiter deutscher Profiweltmeister nach Max Schmeling.

## Boxkarriere
Erst im Alter von 20 Jahren begann Dagge mit dem Boxsport beim BC Travemünde. In seiner Amateurlaufbahn bestritt er 80 Kämpfe, von denen er 66 Kämpfe gewann, davon mehr als 50 Kämpfe durch K. o. Als Amateur verpasste er die Qualifikation für die Olympischen Spiele 1972 nur knapp. Statt seiner wurde der spätere Olympiasieger Dieter Kottysch (Hamburg) nominiert. Dagge wechselte daraufhin aus Verärgerung in das Profi-Lager. Er wurde von Fritz Gretzschel als Manager betreut, später dann von Willy Zeller.
Dagges Profidebüt fand am 2. März 1973 in der Berliner Deutschlandhalle mit einem K.O.-Sieg in der ersten Runde gegen Hans Heukeshoven statt. Vier Kämpfe später bekam Dagge seine Chance auf die deutsche Meisterschaft im Mittelgewicht. Am 3. Juni 1973 gewann er vor 6000 Zuschauern in der Berliner Waldbühne gegen den Titelverteidiger Klaus-Peter Tombers in der fünften Runde durch K.O. die deutsche Meisterschaft im Mittelgewicht.
In dem Zeitraum nach dem Gewinn der deutschen Meisterschaft im Mittelgewicht bis zum Europameisterschaftskampf im September 1974 absolvierte Dagge 7 Kämpfe, die er alle gewann (dreimal durch K.O. und viermal nach Punkten). Darunter war auch der Kampf am 20. Februar 1974 gegen den US-Amerikaner Denny Moyer, einen früheren Weltmeister im Superweltergewicht, den er nach Punkten in einem Zehnrundenkampf schlug.
Am 3. September 1974 unterlag er noch dem Europameister im Halbmittelgewicht, José Manuel Durán, durch technischen K.O. in der elften Runde. Der Spanier konnte eine technische Schwäche von Dagge nutzen. Dagge hatte, wie bei allen Kämpfen vorher auch, die Deckung vernachlässigt und seine Linke immer wieder bis unter die Gürtellinie fallen lassen. Um sich technisch weiterzubilden, ging er zeitweilig in die Vereinigten Staaten, wo er mit Trainer Eddie Futch zusammenarbeitete, der auch Joe Frazier und Ken Norton betreute. Auch dank des dort erzielten Fortschritts errang Dagge die Europameisterschaft im Junior-Mittelgewicht am 24. Juni 1975 im Rückkampf gegen Duran in der Berliner Deutschlandhalle durch Aufgabe in der neunten Runde. Auch gegen den Österreicher Franz Csandl gelang ihm eine erfolgreiche EM-Titelverteidigung durch technischen K.O. in der siebten Runde.
Seine internationale Karriere wurde zunächst unterbrochen, als Dagge seinen EM-Titel in Berlin gegen den italienischen Herausforderer Vito Antuofermo in 15 Runden nach Punkten verlor.
Am 17. Juni 1976 stellte Dagge unter Beweis, dass er noch immer auf internationalem Niveau mithalten konnte. Vor 5 500 Zuschauern in der Deutschlandhalle besiegte er Elisha Obed (Bahamas). Titelträger Obed gab überraschend in der zehnten Runde auf. Obed hatte den Kampf stark begonnen, später habe er nicht mehr richtig sehen können, erklärte er seine Aufgabe. Mit diesem Sieg wurde Dagge WBC-Weltmeister im Superweltergewicht. Damit hatte Deutschland 46 Jahre nach Schmelings Disqualifikationssieg gegen Jack Sharkey wieder einen Profi-Weltmeister. „Ich bin nicht Berufsboxer geworden, mit dem Ziel Weltmeister zu werden. Das wäre mir wahrscheinlich zu vermessen vorgekommen“, sagte Dagge später.
Der vom Berliner Gerhard Bubi Dieter trainierte Dagge konnte diesen WM-Titel zweimal erfolgreich verteidigen. Am 18. September 1976 in Berlin durch einen Punktsieg über 15 Runden gegen Emile Griffith (USA) und am 15. März 1977 in Berlin durch ein Unentschieden über 15 Runden gegen Maurice Hope (England). Am 6. August 1977 verlor Dagge, der für den Kampf eine Gage von 200 000 DM erhielt, vor fast 10 000 Zuschauern in der Berliner Deutschlandhalle in der fünften Runde durch K. o. gegen Rocky Mattioli (Italien) seinen WM-Titel im Super-Weltergewicht nach WBC-Version. Mattioli hatte die schwache Deckung des Deutschen ausgenützt und unterbunden, dass dieser dem temporeichen Kampf seinen Stempel aufdrücken konnte.
Obwohl Eckhard Dagge rund eine Million Mark an Börsen verdient hatte, trieben ihn finanzielle Schwierigkeiten 1981 in den Ring zurück. Am 13. Februar 1981 bezwang er nach rund dreieinhalbjähriger Kampfpause vor 2800 Zuschauern in der Ostseehalle Kiel den als Aufbaugegner verpflichteten Österreicher Esperno Postl. Das Comeback dauerte nur vier Kämpfe, in denen er zwar dreimal siegte, jeweils aber blutüberströmt den Ring verließ. „Ein schöner Junge war ich ja nie, aber jetzt reicht es mir. Ich will ja nicht eines Tages wie Frankenstein aussehen“, sagte Dagge nach seiner technischen K.-o.-Niederlage in der zweiten Runde gegen den Engländer Brian Anderson. Nach diesem Kampf beendete Dagge seine Karriere am 6. November 1981. Von 32 Profi-Kämpfe gewann er 26 Kämpfe, fünf Kämpfe wurden verloren und einmal boxte er unentschieden. Seine WM- und EM-Gürtel hängen noch heute in der Hamburger Kiezkneipe Zur Ritze. Dagge, der Groß- und Einzelhandelskaufmann gelernt hatte, ging zum Bundesgrenzschutz, war später Inhaber einer Versicherungsagentur, arbeitete als Gastronom und führte mit einem Partner eine alteingesessene Wirtschaft in Timmendorfer Strand.

## Alkoholprobleme
Während seiner sportlichen Karriere wurden immer wieder Alkoholexzesse bekannt. Dagge kommentierte seine Alkoholprobleme mit dem Spruch:

„Viele Weltmeister sind Alkoholiker geworden, aber ich bin der erste Alkoholiker, der Weltmeister wurde.“

## Trainerlaufbahn
Dagge bereitete Georg Steinherr 1984 auf dessen Kampf um die Europameisterschaft vor. Später trainierte er Knut Blin und Patrick Pipa, die Übungseinheiten wurden im Boxkeller der Hamburger Ritze, einer Kneipe auf der Reeperbahn, durchgeführt. Er war 1991 der erste Profi-Trainer im Stall des Hamburger Promoters Klaus-Peter Kohl. Er trainierte unter anderem Markus Bott, Michael Löwe und Dariusz Michalczewski. Den Berliner Mario Schießer führte er zur deutschen Schwergewichtsmeisterschaft. Den Aufstieg Michalczewskis zum Champion konnte er als Trainer nicht mehr begleiten, da Dagge Anfang März 1994 entlassen wurde, nachdem er im Anschluss an Michalczewskis Kampf gegen David Vedder (19. Februar 1994) nicht mehr zum Training erschienen war. Danach war er wieder Trainer in der Ritze.

## Biografie
- 1948: Geburt von Eckhard Dagge
- 1968: Beginn der Boxer-Karriere
- 1972: Ende der Amateurlaufbahn
- 1973: Beginn der Profi-Karriere
- 1973: Deutscher Meister im Mittelgewicht
- 1975–1976: EM-Titel im Junior-Mittelgewicht
- 1976–1977: WBC-WM-Titel im Super-Weltergewicht
- 1981: Beendung der Profi-Karriere
- 1982: Gastronom
- 1991–1994: Cheftrainer von Dariusz Tiger Michalczewski

Trotz seiner attraktiven Kampfweise und des WM-Titels erreichte Eckhard Dagge nie die Popularität von Max Schmeling oder Bubi Scholz. Seit dem 26. Februar 2006 lag Eckhard Dagge im Hospiz Leuchtfeuer in Hamburg-St. Pauli und erlag dort am 4. April 2006 seinem Krebsleiden. Eckhard Dagge wurde auf dem Waldfriedhof in Scharbeutz bei Lübeck beigesetzt.

## Trivia
In der Folge 16 (Didi in Gangsterkreisen) der Fernsehserie Nonstop Nonsens spielte Dagge 1979 eine kleine Gastrolle – einen Boxer.